# Algermissen
Algermissen é um município da Alemanha localizado no distrito de Hildesheim, estado de Baixa Saxônia.